# Cape-Fear-Indianer

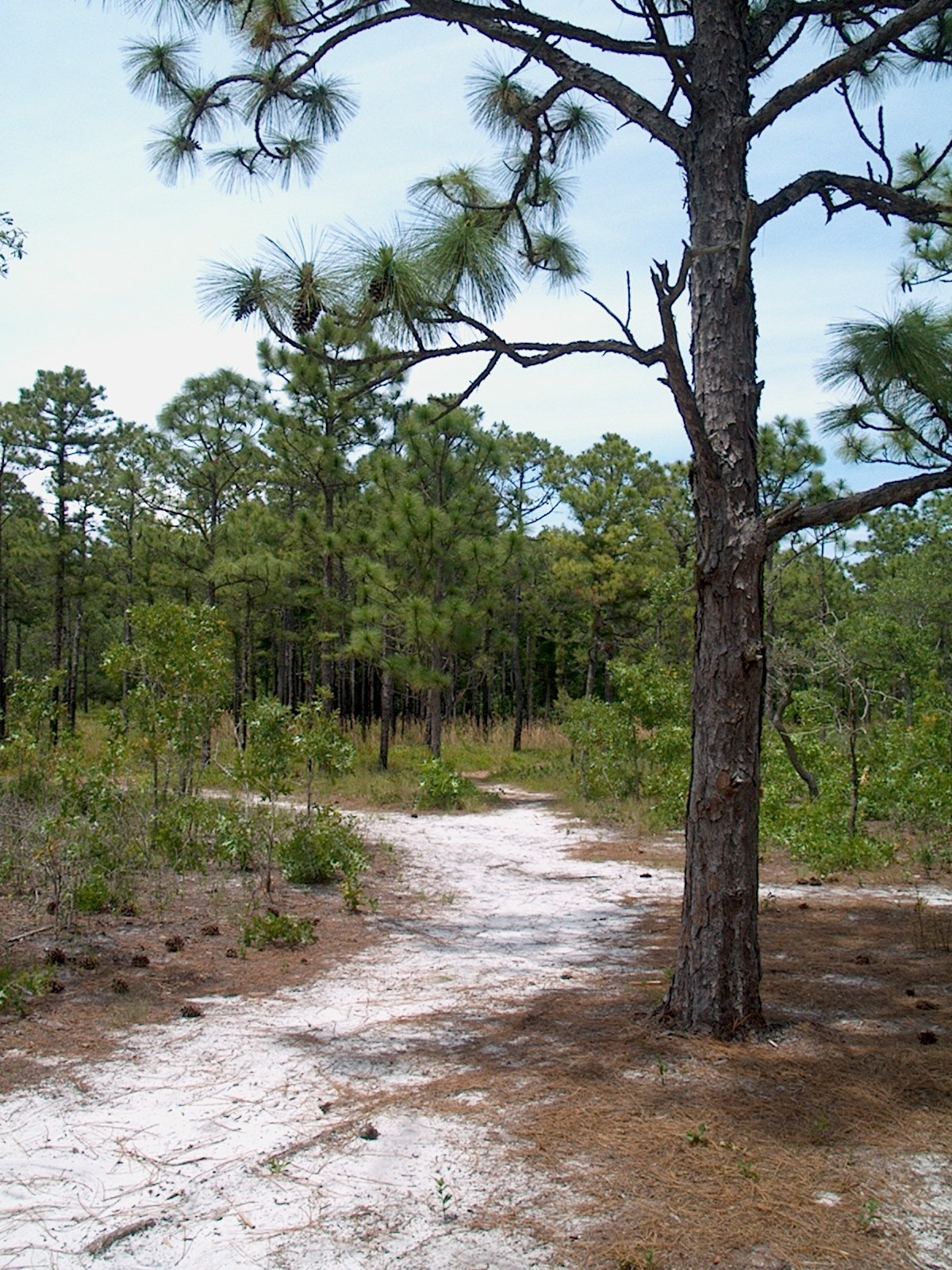
Carolina State Park, Lebensraum der Cape-Fear-Indianer

Das Volk der Cape-Fear-Indianer ist ein im 18. Jahrhundert ausgestorbener Stamm der Indianer Nordamerikas. Beheimatet war der kleine, etwa 200 Menschen umfassende Stamm im Mündungsgebiet des Cape Fear River in North Carolina an der Südostküste der Vereinigten Staaten im heutigen Carolina Beach State Park. 
Vermutlich waren sie mit den Sioux verwandt, möglicherweise waren sie eine Untergruppe der Waccamaw Sioux, die im nahegelegenen Mündungsgebiet des Waccamaw River siedelten. Von der Sprache der Cape-Fear-Indianer wurden keine Worte erhalten, es wird davon ausgegangen, dass sie ebenfalls eine Sioux-Sprache benutzten.
Nach ersten Begegnungen mit englischen Siedlern im Jahre 1661 verjagten die Indianer diese von ihrem Land, verkauften aber später Teile des Landes an andere Kolonisten und galten allgemein als friedlich. Nach diesen frühen Erwähnungen taucht eine Beschreibung des Stammes erst wieder in einem Brief aus dem Jahre 1719 auf. Sie wurden von dem Gouverneur der Kolonie, Colonel Johnson, als Stamm mit 206 Mitgliedern erwähnt, die sich auf 5 Dörfer verteilten. Von diesen Dörfern ist nur der Name eines Dorfes bekannt: Necoes am unteren Abschnitt des Cape Fear River. Vermutlich nahmen sie am Yamasee War teil und verließen ihre angestammten Gebiete um 1725. Die letzte Erwähnung findet sich 1751, sie werden von der Albany Conference als freundlicher kleiner Stamm beschrieben.